# Gut Sudheim

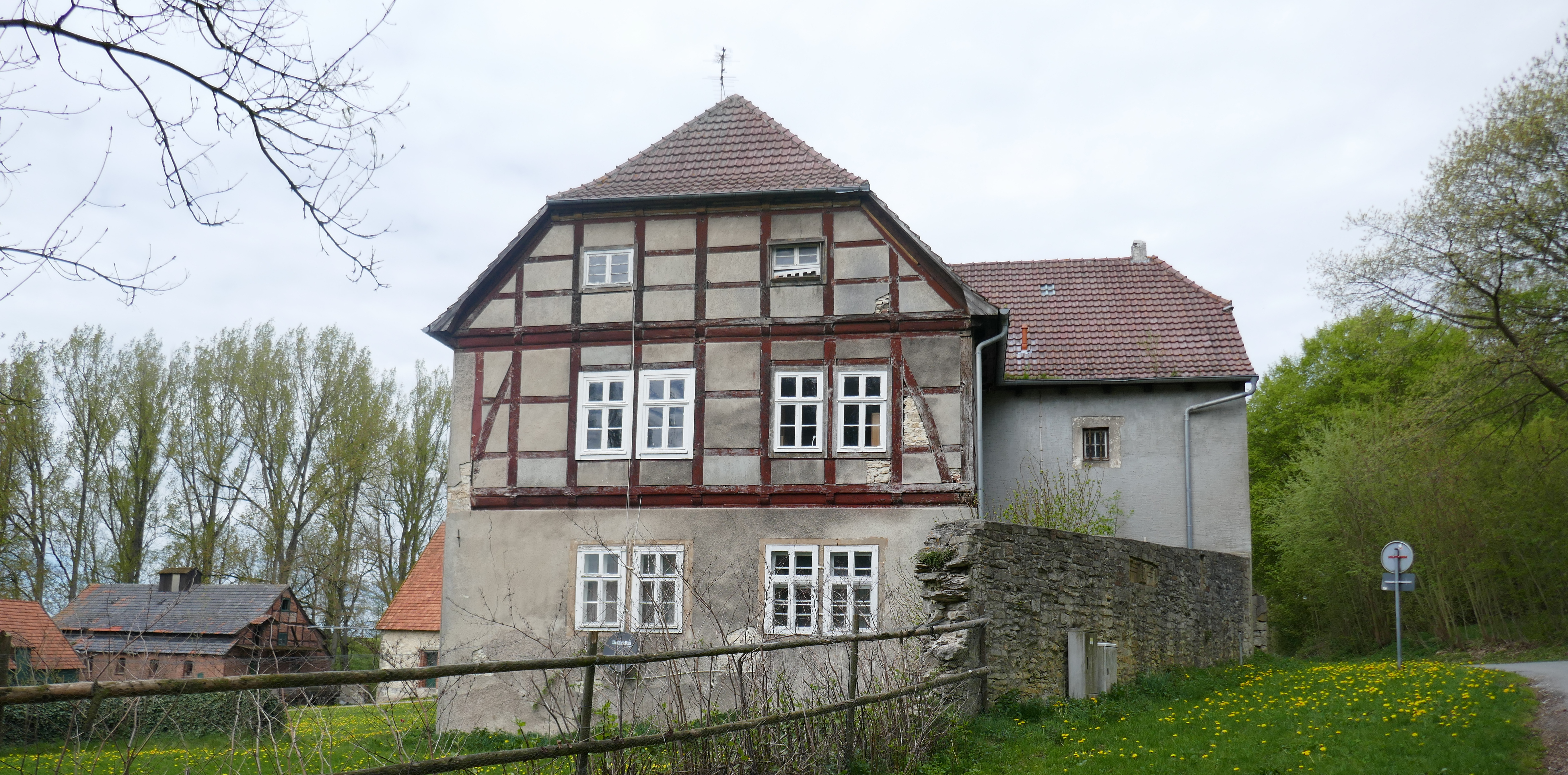
Gut Sudheim

Gut Sudheim ist ein Gutshof und ehemaliges Rittergut südlich der Stadt Lichtenau an der Stelle der Wüstung Sudheim, eines ehemaligen Paderborner Haupthofs und Kirchortes.

## Lage
Das Gut Sudheim' liegt im Lichtenauer Becken 1,2 km südlich von Lichtenau und der B68 am Ostufer der Sauer, die es im Süden, Westen und Norden umfließt. Es gehörte zum Hochstift Paderborn und zählt zum Bürener und Paderborner Land sowie zur historischen Landschaft Soratfeld.

## Geschichte
Sudheim lag in einer Siedlungsinsel um die spätere Stadt Lichtenau, die im Zuge des karolingischen Siedlungsausbaus im Gefolge der Eroberung Sachsens (772–804) durch Karl den Großen um 800 entstand.
1036 wurde Sudheim als Haupthof einer Villikation des Bistums Paderborn mit den Vorwerken Sewardissen, Kerktorp und Holtheim erwähnt. Damals übertrug Bischof Meinwerk dem neu gegründeten Busdorfstift die Zehnten u. a. dieser Besitzungen.
1224 wurde Sudheim als Pfarrei mit dem Pfarrer Johann erwähnt, der bis 1238 nachweisbar ist. Der Pfarrer Ludolf von Sudheim unternahm 1336–1341 eine Pilgerfahrt in den Orient. Durch seine Beschreibung dieser Reise wurde er bekannt.
Mit dem Knappen Johann von Sudheim starben die Herren von Sudheim, die mit Sudheim belehnt waren, Anfang des 14. Jahrhunderts im Mannesstamm aus. Seine Erben waren nach einer Urkunde von 1322 die Herren von Driburg. Der söhnelose Friedrich von Driburg verzichtete 1430 auf seine Paderborner Lehen, und auf seine Bitte hin wurden die Herren von Oeynhausen mit diesen Gütern, wozu auch die Rechte an Sudheim gehörten, belehnt.
Bei diesem Anlass wurde auch das Freigericht Sudheim übertragen, vor dem sich 1405 der Ritter Friedrich von Padberg mit dem Hochstift Paderborn vor dem Freigrafen Bertold von Wolmeringhausen dahingehend verglich, dass er dem Hochstift die allodialen Erbgüter seiner Ehefrau Metta von Brakel für 1800 rheinische Goldgulden überließ. Da ihr Vater Albert von Brakel bereits 1384 verstorben war, vermutet Spancken einen Grund für die vielen Fehden des Ritters in den Schwierigkeiten, bei der Erbmasse Allod von Lehngütern zu unterscheiden.
Der Freigraf Hermann Grote versuchte 1470, Kaiser Friedrich III. und dessen Kanzler Ulrich von Nußdorf vor das Freigericht zu laden. Schon 1448 war er damit gescheitert, die Bürger von Landsberg und Elbing in Ostpreußen vorzuladen.
Zur Zeit der Übertragung des Freigerichts auf die Herren von Oeynhausen 1430 war Sudheim schon in den Sog der spätmittelalterlichen Wüstungsbildung geraten. 1429 konnte das Kloster Böddeken die mit dem zerstörten Kloster Dalheim erworbenen Güter in Sudheim nicht mehr ausfindig machen. 1451 wird die Pfarrei Sudheim noch erwähnt, in einem Verzeichnis vom Anfang des 16. Jahrhunderts wird sie nicht mehr genannt. 1674 wurden die Güter der Sudheimer Pfarrei dann für die Ausstattung der Lichtenauer Kaplanei verwendet.
In der Neuzeit wurde an alter Stelle das Gut Sudheim wieder besiedelt, das noch am Ende des Hochstifts Paderborn als landstandsfähiges Rittergut mit einem Patrimonialgericht der Herren von Oeynhausen galt. Zuletzt wurde Alexander Moritz Christoph von Oeynhausen zu Grevenburg am 13. Januar 1780 auf das Gut Sudheim zum Paderborner Landtag aufgeschworen.

## Gegenwart
Abgesehen vom Gut Sudheim, das als Baudenkmal gelistet ist, erinnert auch der Sudheimer Weg an die Wüstung.
Beim Gut Sudheim befinden sich das Hochwasserrückhaltebecken Sudheim und das Naturschutzgebiet Sauertal (NSG-Nr. 319051).